# Schlacht um Bautzen
Als Schlacht um Bautzen werden die umfangreichen Kampfhandlungen bezeichnet, die gegen Ende des Zweiten Weltkrieges vom 21. April bis zum 26. April 1945 zwischen Einheiten der deutschen Wehrmacht auf der einen sowie polnischen und sowjetischen Truppen auf der anderen Seite in und um die Stadt Bautzen stattfanden. Die Schlacht war in erster Linie gekennzeichnet vom letzten größeren deutschen Panzerangriff des Krieges sowie einem tagelang geführten Häuserkampf, der zur vollständigen Zurückeroberung Bautzens führte.  Sie griff darüber hinaus auch auf nordöstlich der Stadt gelegene Gebiete über, vor allem auf der Linie Bautzen–Niesky. Insbesondere die 2. Polnische Armee verzeichnete im Verlauf der Kämpfe hohe Verluste.

## Ablauf der Kampfhandlungen
Wie viele deutsche Städte, vor allem an der Ostfront, wurde auch Bautzen in der letzten Phase des Zweiten Weltkrieges zur Festung erklärt und als „Bollwerk“ gegen alliierte Truppen ausgebaut.
Der Kommandeur der „1. Ukrainischen Front“ der Roten Armee, Marschall Iwan Stepanowitsch Konew, eröffnete am 16. April 1945 mit seinem Großangriff den Vorstoß nach Westen und damit die Schlacht um Berlin. Die 2. Polnische Armee der Polnischen Volksarmee unter General Karol Świerczewski (auch bekannt als „General Walter“) sollte dabei im Rahmen der Operation Lausitz die linke südliche Flanke des geplanten Vorstoßes etwa auf der Linie Dresden–Bautzen–Niesky sichern.
Die deutschen Einheiten verfügten im Raum Bautzen und Oberlausitz über etwa 50.000 Mann, darunter die „Fallschirm-Panzer-Division 1 Hermann Göring“ (Anmerkung: der Schwesterverband „Fallschirm-Panzergrenadier-Division 2 Hermann Göring“ befand sich entgegen den Angaben in Teilen der Literatur zum fraglichen Zeitpunkt noch nicht im Kampfgebiet), die 20. und 21. Panzer-Division, die 17. und 72. Infanterie-Division sowie die Panzergrenadierdivision Brandenburg. Teilweise waren diese Einheiten kampferfahren, aber zum Teil auch mit Rekruten aufgefüllt. Sie verfügten über bis zu 300 Panzer (vorwiegend Pz.Kpfw. IV und wenige Pz.Kpfw. V Panther), etwa 450 gepanzerte Kampffahrzeuge (Sd.Kfz. 234, Sturmgeschütze III und IV, Jagdpanzer IV, Jagdpanzer 38 und diverse andere) sowie 600 Artilleriegeschütze. Die 2. Polnische Armee bestand aus etwa 90.000 Mann und einer großen Anzahl an von der Sowjetunion gelieferten Panzern (hauptsächlich T-34/85), gepanzerten Fahrzeugen (inklusive Jagdpanzer SU-85, einige Sturmpanzer SU-152) und Geschützen diverser Art. Ein Großteil der Soldaten hatte nur wenig Kampferfahrung.
Zunächst lief die polnische Offensive gegen die deutschen Verteidigungsstellungen in und um Bautzen erfolgreich an. An einigen Stellen konnten die deutschen Verteidigungslinien durchbrochen und die deutschen Truppen voneinander abgeschnitten werden. Bautzen wurde völlig eingekesselt und teilweise besetzt. Besonders auf der Ortenburg verschanzten sich allerdings Angehörige der Wehrmacht, der Hitlerjugend sowie des Volkssturms. Zeitweise waren über 1200 deutsche Soldaten in der Festung Bautzen eingeschlossen.
Ab dem 21. April 1945 begann die letzte größere und erfolgreiche deutsche Panzeroffensive des Zweiten Weltkrieges auf der Linie Bautzen–Weißenberg, zwischen Spree und Schwarzem Schöps in Richtung Nord-Nordwest und erreichte am 26. April ihren Höhepunkt. Das Panzerkorps „Großdeutschland“ unter General der Panzertruppe Jauer, bestehend aus der 20. und 21. Panzer-Division unter Generalmajor Hermann von Oppeln-Bronikowski (seit November 1944 Kommandeur der 20. Pz.Div.), konnte infolgedessen mit der 17. und 72. Infanterie-Division trotz weniger modernerer „Panther“-Panzer und später fehlenden Treibstoff-Nachschubs aus den Hydrierwerken (i.F.v. Benzin) die in Bautzen eingeschlossenen Truppenteile befreien. Die 1. Fallschirm-Panzer-Division „Hermann Göring“ griff das teilweise besetzte Bautzen von Südwesten her an und ging gleichzeitig westlich der Stadt entlang der Spree zum Angriff über. Der deutsche Panzerangriff mit Infanterie-Unterstützung kam vor allem östlich der Stadt rasch voran, spaltete die polnische Armee in zwei Gruppen auf und schnitt deren Versorgungswege teilweise ab. Bei Förstgen wurden die Reste der 16. Polnischen Panzerbrigade aufgerieben. Dabei wurde ein Großteil der polnischen Panzer sowjetischer Bauart (über einhundert) vernichtet. Zahlreiche Fahrzeuge konnten erbeutet werden. Der 1. Fallschirm-Panzer-Division gelang es nördlich von Bautzen, die Reste der 5. Polnischen Infanteriedivision zu zerschlagen und weiter nordöstlich einen Teil der 9. Polnischen Infanteriedivision bei ihrer Absetzbewegung einzukesseln. Der im Kampf verwundete Kommandeur der 5. Polnischen Infanteriedivision, General Aleksander Waszkiewicz, wurde von deutschen Panzertruppen gefangen genommen, nach polnischen Quellen während des Verhörs gefoltert und anschließend standrechtlich erschossen. Die Führung der 2. Polnischen Armee verlor den Überblick und erteilte mehrmals widersprüchliche Befehle. Den deutschen Einheiten gelang es unterdessen nach mehrtägigen und verlustreichen Häuserkämpfen, ihre Gegner wieder aus Bautzen zu vertreiben. Nur die Tatsache, dass Konew sowjetische Einheiten von seinem Vorstoß nach Westen zurückzog und den polnischen Einheiten zur Unterstützung sandte, verhinderte deren völlige Vernichtung. Aber auch die sowjetischen Truppen, die mit einem entschlossenen Angriff der Wehrmacht durchaus rechneten, erlitten bei den folgenden Kämpfen schwere Verluste. In den folgenden zwei Tagen wurde die 1. Polnische Division von der 1. Fallschirm-Panzer-Division in der Nähe von Königsbrück vernichtet. Verbliebene polnische und sowjetische Soldaten, sofern nicht gefangen genommen oder umgekommen, zogen sich eilig in nordöstlicher Richtung zurück, woraufhin die Kämpfe abebbten und sich die Situation langsam wieder beruhigte.
Nahe Bautzen kam es bis zum 30. April zu vereinzelten Zusammenstößen, in der Zeit bis zum Kriegsende gab es jedoch nur noch wenige einzelne Scharmützel. Im Zuge der Kampfhandlungen kam es auf beiden Seiten zu einer Reihe von Kriegsverbrechen. Am 22. April 1945 wurde im heutigen Bautzener Ortsteil Niederkaina eine Scheune, in der sich etwa 200 Volkssturmleute befanden, von sowjetischen und/oder polnischen Soldaten niedergebrannt. Am gleichen Tag brachten deutsche Truppen in Guttau, nordöstlich von Bautzen, das gesamte Personal sowie alle Verwundeten und Kranken eines polnischen Feldlazaretts um. Bautzen selbst wurde durch die Panzeroffensive zurückerobert und blieb bis Kriegsende in deutscher Hand. Die Stadt wurde erst nach der Gesamtkapitulation der deutschen Streitkräfte vom 8. Mai 1945 an sowjetische und polnische Soldaten übergeben.

## Bilanz

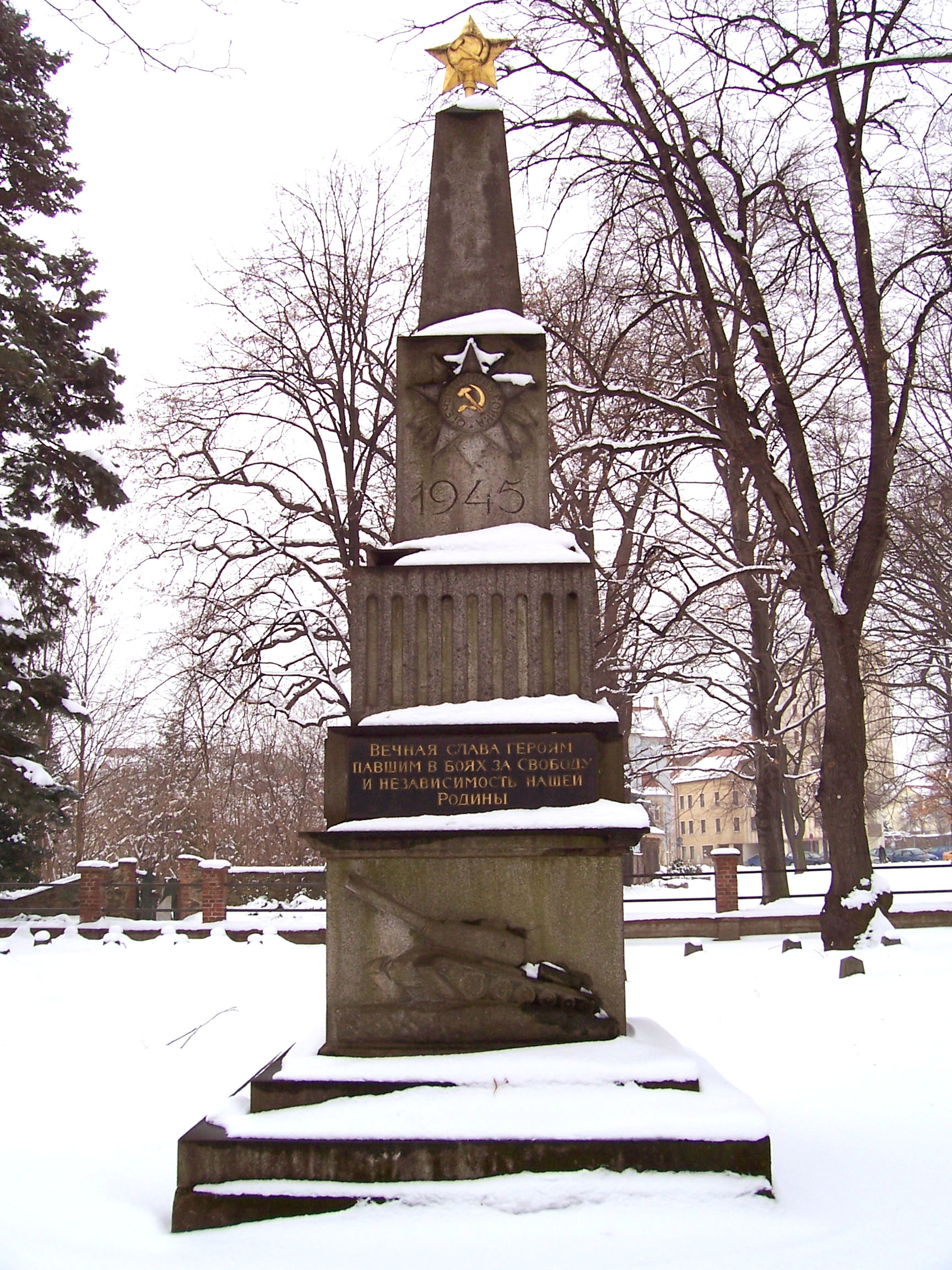
Mahnmal für sowjetische Gefallene der Schlacht um Bautzen auf dem Soldatenfriedhof in Bautzen

Besonders die 2. Polnische Armee erlitt während der Kämpfe bei der „Operation Lausitz“ um Bautzen sehr schwere Verluste. Insgesamt verzeichnete sie – nach offiziellen Angaben – 4.902 Tote, 2.798 Vermisste und 10.532 Verwundete. In einer relativ kurzen Zeit verlor die polnische Armee damit über 22 Prozent ihrer Soldaten und 57 Prozent ihrer Panzer und gepanzerten Fahrzeuge. 27 Prozent der gesamten polnischen Militärverluste in den 20 Monaten vom Oktober 1943 bis zum Mai 1945 sind nach eigenen Angaben auf die Schlacht um Bautzen zurückzuführen. Außer dem Warschauer Aufstand vom Herbst 1944 soll es keine einzelne Militäroperation gegeben haben, bei der mehr Polen ums Leben kamen. Die Verluste der sowjetischen und der deutschen Armee waren ebenfalls beträchtlich. Direkt in und um die Stadt Bautzen selbst sind auf beiden Seiten jeweils circa 6.500 Soldaten gefallen und – nach teilweise widersprüchlichen Angaben – etwa 350 deutsche Zivilpersonen getötet worden. Bei den Kampfhandlungen wurden etwa 10 Prozent der Wohnhäuser mit circa 33 Prozent des Wohnungsbestandes der Stadt zerstört. 18 Brücken, 46 Kleinbetriebe, 23 größere Betriebe und 35 öffentliche Gebäude wurden völlig zerstört. Trotz der starken Zerstörungen im Zweiten Weltkrieg zeichnet sich Bautzen auch heute noch durch eine besonders reichhaltige historische Bausubstanz aus.
Trotz des militärischen Debakels wurde General Świerczewski nach der Schlacht um Bautzen zum Armeegeneral befördert. Die polnische Propaganda verschwieg auch die unrühmliche Rolle des polnischen Stabes während der Kämpfe. Die Schlacht wurde zwar als äußerst blutig beschrieben, aber niemals als Niederlage für die Polnische Volksarmee bezeichnet. Um Świerczewski wurde der Mythos des unbesiegten Feldherrn aufgebaut. Im heutigen Polen wird er wegen seiner zweifelhaften politischen und militärischen Rolle deutlich kritischer gesehen.

## Folgen
Der letzte größere Erfolg der Wehrmacht hatte keine Auswirkungen auf den Kriegsverlauf und die nahe Kapitulation der deutschen Truppen.